# Vandal Savage
Vandal Savage est un personnage de fiction, super-vilain de DC Comics. Il apparaît pour la première fois dans Green Lantern #10 en 1943. Il a été créé par Alfred Bester et Martin Nodell.

## Biographie fictive
Vandar Adg est né durant le Paléolithique supérieur, dans la tribu des Cro-Magnons de Sang. Voyant son futur sanglant, le voyageur du temps Rip Hunter décide de l'éliminer. Mais c'est le père de Vandar qui est finalement tué. Des années plus tard, une étrange météorite tombe près de Klarn Adg et Vandar Adg, désormais chef de tribu. Ils sont exposés à des radiations inconnues. Vandar découvre ensuite qu'il est devenu immortel et plus intelligent, tout comme Klarn qui devient alors Immortal Man (en), son sempiternel ennemi.
Vandar parcourt ensuite les siècles à tenter de conquérir le Monde, endossant diverses identités aussi funestes que prestigieuses : Jules César, le pharaon Khéphren, le tueur en série Jack l'Éventreur, Genghis Khan, Vlad III l'Empaleur, etc. Il sera par ailleurs le conseiller d'Adolf Hitler, d'Erik le Rouge, Napoléon Bonaparte, Otto von Bismarck et Ra's al Ghul. Chef des Illuminati, Vandar est aussi responsable de la chute de l'Atlantide,.
Au XXe siècle, il prend le nom de Vandal Savage. Il rejoint les forces de l'Axe durant la Seconde Guerre mondiale, en pensant que cette position satisferait ses rêves de conquête mais elle le poussa également à affronter à plusieurs reprises la Société de justice d'Amérique et le premier Green Lantern. Vandal crée alors la Société d'Injustice et créa Damage (en) à partir d'échantillons d'ADN de nombreux héros (Black Canary, Jay Garrick, Hawkman, Hawkgirl, Hourman, J'onn J'onzz, Barry Allen, Hal Jordan, Atom, etc.).
Après la guerre, Savage continue de se venger de la Société de justice d'Amérique en capturant ses membres. Ses plans seront contrecarrés par les deux Flash, Jay Garrick et Barry Allen. Il affronte également les Teen Titans, lorsqu'il kidnappe Omen pour recruter les membres de sa nouvelle équipe : Tartarus. Il manipule ensuite les deux Flash pour récupérer le météore à l'origine de son immortalité et ainsi se régénérer. Savage retrouve alors sa jeunesse tandis que ses aptitudes physiques s’accroissent et qu'ils se découvrent un don pour la sorcellerie. Il affronte ensuite Wally West, le 3e Flash, car il vieillit alors de façon accélérée après une injection de Velocity 9, une drogue de sa conception. Vandal espérait trouver un remède grâce à Flash. Wally est finalement sauvé et soigné par Kilg%re. Ce dernier fait également venir Immortal Man pour qu'il affronte son ennemi juré, Vandal. Immortal Man disparait lors de la Crise des Terres Multiples. Savage se découvrira un tout nouveau ennemi, tout aussi déterminé : Resurrection Man (en). Ce dernier fera tout pour contrer Vandal, notamment avec la Légion de Justice A (Justice Legion Alpha) lorsqu'au 853e siècle, Savage tentera de tuer Superman.
À cette époque, l'immortalité de Vandal montre à nouveau des signes de dégénérescence. Vandal doit prélever des organes et des membres sur des descendants ou clones, ainsi que du sang sur ses ennemis. Il se réincarne dans le passé après sa mort au 853e siècle. Il réapparait dans Villains United (en) pour s'en prendre à Lex Luthor qu'il accuse d'avoir mis en danger sa fille, Scandal Savage (en).
Vandal réapparait dans One Year Later (en). Il est le fondateur du Quatrième Reich, organisation de fascistes créée pour tuer les familles des membres de la Société des Justiciers. Savage souhaite tuer personnellement les descendants des membres originels et voulut ainsi tuer Tom Bronson, le fils de Wildcat II. Un violent combat éclate ; le père et le fils l'affrontent jusqu'à ce que Savage ne soit percuté par un camion de pompiers.
Dans Final Crisis, il rejoignit la Société Secrète des Super-Vilains (Secret Society of Super Villains (en)) en tant que membre du Cercle Intérieur. Dans Final Crisis : Revelations, dans un monde corrompu par l’équation de l'anti-vie de Darkseid, le Culte de la Pierre (secte adoratrice de Caïn) utilise la Sainte Lance pour ressusciter Caïn, premier meurtrier de l'Histoire, dans le corps de Vandal Savage.

## Apparitions dans d'autres médias

### La Ligue des justiciers
Vandal Savage est à l'origine un homme préhistorique et le chef de sa tribu.
25 000 ans avant notre temps, la tribu de Vandal assista à la chute d'une météorite sur Terre. De tous ses congénères, Vandal fut le seul à ne pas fuir, bien au contraire, il s'approcha du cratère et apprécia la chaleur offerte par la météorite. Il s'endormit près du rocher venu des étoiles. Vandal comprit au fur et à mesure que les années passaient et que ses contemporains mourraient que le météore lui avait donné l'immortalité et que dans le même temps, il avait développé ses facultés intellectuelles au-delà des limitations de son espèce. Vandal interpréta ces changements comme le signe du destin : il était voué à être le maître du monde.
Vandal construisit à notre époque une machine à remonter dans le temps et comprit que la meilleure période susceptible d'être modifiée afin de permettre son ascension au pouvoir suprême était la Seconde Guerre mondiale. Savage envoya à son homologue du passé un ordinateur contenant les plans d'armes avancées mais surtout le récit de la guerre permettant au Vandal du passé de connaître à l'avance les plans des Alliés. Savage se fit proclamer nouveau Führer après s'être débarrassé d'Adolf Hitler et mena la guerre contre les Alliés, leur infligeant défaite sur défaite jusqu'à conquérir la planète entière pour l'éternité… Du moins, c'est ce qui se serait passé si les Justiciers du présent n'avaient pas été dans l'espace à ce moment, protégés par le champ de force de Green Lantern. Ils furent très surpris de découvrir un monde où les nazis, conduits par Vandal Savage, l'avaient emporté sur les Alliés. Grâce à l'aide du Batman (l'homologue qui utilise des armes à feu) de cette ligne temporelle, les Justiciers purent voyager dans le passé à leur tour et, parvenus à l'époque du débarquement en Normandie, ils finirent par vaincre Savage, ce dernier semblant trouver la mort dans son vaisseau amiral.
Dans le présent, Vandal Savage, qui avait bien sûr survécu au naufrage, se fit connaître comme le petit-fils du Savage de la Seconde Guerre mondiale et investit dans diverses organisations humanitaires afin de redonner à son nom un peu de prestige. Vandal s'arrangea pour devenir le fiancé de la princesse Audrey, seule héritière du roi de Kaznie, son véritable but était de prendre possession de la station spatiale construite par le roi de Kaznie. Malgré l'intervention de Wonder Woman, Vandal réussit à épouser Audrey après avoir empoisonné le roi. L'immortel prit alors le contrôle de la station spatiale, la transformant en engin de terreur projetant des météorites sur la Terre avec une précision meurtrière. La Ligue réussit une nouvelle fois à l'arrêter. Vandal fut alors enfermé par son épouse.
Quand Superman fut présumé mort, Vandal construisit une machine qui lui permit de massacrer la Ligue mais qui détruisit aussi l'humanité en perturbant la gravité du système solaire. Savage resta pendant des milliers d'années le seul être humain à la surface de la Terre, ce qui lui permit de réfléchir à ses crimes et aux horreurs qu'il avait perpétrés. Quand Superman, qui n'avait pas été tué par la machine de Toyman mais en fait projeté dans le futur, le rencontra, Savage devint son ami. Ensemble, ils réussirent à trouver la source d'énergie qui permit à Superman d'utiliser la machine à remonter dans le temps. Avant son départ pour le présent, l'immortel fit promettre au héros de l'arrêter avant qu'il ne détruise le monde. Vandal sut que le héros avait réussi car le monde qui l'entourait reprit vie et lui-même disparut alors. Le cours du temps fut enfin changé grâce à Vandal Savage.
Vandal Savage est peut-être le plus important vilain, avec Luthor, à être apparu dans les deux premières saisons de La Ligue des justiciers, il est notamment l'opposant principal dans le triple épisode qui conclut la saison 1.
C'est un personnage au destin curieux : la première fois qu'il nous est présenté, on voit en lui le symbole du mal absolu en tant que führer d'une société fasciste éternelle. Toutefois, le nazisme n'est pour lui qu'une occasion de prendre le pouvoir. Cette première apparition nous réserve des surprises pour l'avenir car elle soulève des questions sur son immortalité supposée. Ses véritables origines ne seront révélées que dans Demoiselle d'honneur, comme J'onn, et on se doute que le vieillissement de Savage est plutôt étrange, les affiches et les vidéos du présent ne montrant aucune différence physique à 60 ans d'intervalle.
Dans l'épisode Demoiselle d'honneur, Vandal Savage ressemble à un vilain de James Bond, utilisant une technologie surréaliste et le chantage pour dominer le monde.
C'est évidemment sa dernière apparition dans Deuil qui est la plus intéressante, on voit la rédemption d'un homme que la solitude n'a pas rendu fou mais lui a au contraire permis de comprendre ses erreurs et d'envisager son immortalité comme une malédiction. La poignée de main qu'il échange avec Superman montre bien les profonds changements qu'a subi cet homme et finalement que même les plus terribles monstres peuvent se racheter.

### La Ligue des justiciers: Nouvelle Génération
Il s'est allié avec le Cerveau, Klarion (en), Lex Luthor, Ra's al Ghul, Ocean Master, Queen Bee (en), puis Black Manta pour fonder une société secrète : La Lumière, ayant pour objectif de mettre en place un gouvernement mondial sous leur autorité. Sportsmaster (en) et Cheshire (en) travaillent pour eux.